# Мингалеев, Денис Рафисович
Денис Рафисович Мингалеев (род. 13 ноября 1994, Екатеринбург) — российский хоккеист, нападающий.

## Биография
Воспитанник ектеринбургского «Спартаковца». С сезона 2011/12 стал играть за команду системы «Автомобилиста» МХЛ «Авто». 8 октября 2013 года в домашнем матче «Автомобилиста» против «Торпедо» (2:4) дебютировал в КХЛ, проведя единственную игру в сезоне в лиге. В сезоне 2014/15 помимо «Авто» сыграл пять матчей за «Автомобилист» и два — за фарм-клуб «Липецк» в ВХЛ. Сезон 2015/16 провёл в команде ВХЛ «Торос» Нефтекамск. 10 мая 2016 вновь подписал контракт с «Автомобилистом». Играл также в ВХЛ за «Спутник» Нижний Тагил (2016/17) и «Горняк» Учалы (2017/18).
3 июля 2018 года был обменян на денежную компенсацию в клуб ВХЛ «Нефтяник» Альметьевск. Провёл пять матчей и 1 октября вернулся в «Автомобилист». Играл за «Горняк» (2018/19 — 2019/20), «Юность-Минск» (2020/21, чемпион Белоруссии), клубы ВХЛ «Южный Урал» Орск (2021/22, с 2023), «АКМ» Тула (2022/23).